# 羽曳野市立羽曳野中学校
羽曳野市立羽曳野中学校（はびきのしりつ はびきのちゅうがっこう）は、大阪府羽曳野市にある公立中学校。
生徒数の増加により1973年に羽曳野市立高鷲中学校から分離開校した。さらに1982年には羽曳野市立河原城中学校を分離している。
2017年度末をもって閉校。
2018年度から小中一貫の義務教育学校・はびきの埴生学園に移行した。

## 通学区域
- 羽曳野市立埴生小学校の通学区域。

羽曳野市 向野1-3丁目の全域および番地表示の区域の一部、野々上1・2・5丁目、伊賀1・2・5・6丁目、樫山（一部）、野（一部）。

## 交通
- 近鉄バス 羽曳野中学校前バス停。
- 近鉄南大阪線 高鷲駅 南へ約1.8km。